# Bill Bixby
Wilfred Bailey Everett Bixby III (San Francisco, 22 de enero de 1934-Century City, Los Ángeles, 21 de noviembre de 1993), conocido profesionalmente como Bill Bixby, fue un actor, director, productor y panelista frecuente de programas de juegos estadounidense.
Nominado en tres ocasiones a los Emmy. Aunque también trabajó como realizador y fue un invitado frecuente en programas concurso televisivos estadounidenses, el actor es especialmente recordado por sus papeles de periodista en Mi marciano favorito (1963-1966); Tom Corbett, el padre de Eddie en Buscando novia a papá (1969-1972), y el científico David Bruce Banner en The Incredible Hulk (1977-1982). 

## Primeros años
Bixby nació como Wilfred Bailey Everett Bixby III, un californiano de ascendencia inglesa, el 22 de enero de 1934 en San Francisco, California, como el hijo único de Wilfred Bailey Everett Bixby II, empleado de una tienda, y su esposa Jane (de soltera, McFarland), gerente de unos grandes almacenes. En 1946 su madre le animó a tomar clases de baile de salón, y empezó a bailar por toda la ciudad mientras asistía al instituto, donde perfeccionó su oratoria, compitiendo en torneos de oratoria escolares. Tras su graduación de la secundaria en 1952, en contra del deseo de sus padres, se especializó en teatro en el City College de San Francisco.
Fue reclutado durante la guerra de Corea y sirvió en labores administrativas en la base naval de Oakland. Luego, asistió a la Universidad de California en Berkeley, sin llegar a graduarse. Se mudó a Hollywood, donde trabajó de botones y socorrista. Organizó espectáculos en un complejo turístico en Jackson Hole, Wyoming, y en 1959 fue contratado como modelo y para anuncios comerciales para General Motors y Chrysler.

## Carrera
Su carrera se extendió a lo largo de tres décadas en las que apareció en diversos filmes, como estrella invitada en numerosas series televisivas y como protagonista de 5 series de televisión entre 1961 y 1992. La primera de ellas fue Mi marciano favorito, programa de la CBS transmitido entre 1963 y 1966, donde interpretó a Tim O'Hara, el joven reportero amigo de Ray Walston, uno de sus escasos trabajos en el cine fue en Speedway, en 1968, junto con Elvis Presley y Nancy Sinatra, en la comedia de Disney The Apple Dumpling Gang, en 1975, conocida en España como Los más torpes del oeste, junto con Susan Clark, y en 1977 en la película Made in USA, de John Landis, trabajando junto con Donald Sutherland. Durante los años 70, Bixby apareció en más películas de televisión como Congratulation's It's a Boy, en 1971, y en la película del Oeste The Invasion of Johnson County, en 1976. Y como actor invitado en algunas series legendarias como en The Night Gallery (1974), The Streets of San Francisco, serie protagonizada por Michael Douglas, apareciendo en dos episodios (1974-1976), The Love Boat (1977) o La isla de la fantasía (1977).
Destacó con personajes en series:

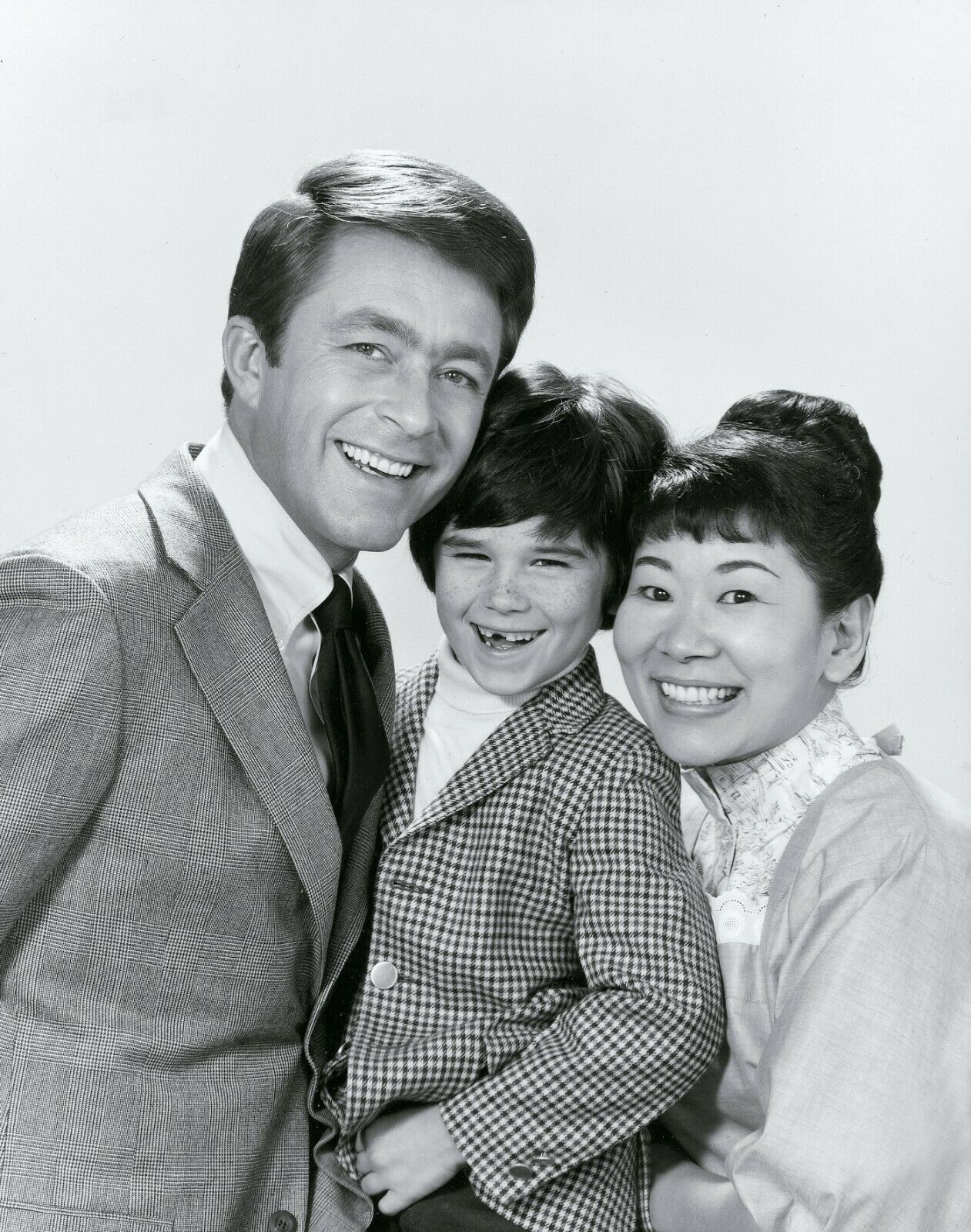
Bixby con los coprotagonistas de Buscando novia a papá: Brandon Cruz y Miyoshi Umeki

- Tom Corbett en Buscando novia a papá, emitida por la ABC de 1969 a 1972.
- Anthony Blake en El mago (The Magician), de la NBC, en 1973 a 1974.
- El doctor David Bruce Banner en El increíble Hulk, emitida por la CBS de 1977 a 1982.
- Matt Cassidy en Goodnight Beantown, que fue emitida por CBS de 1983 a 1984.

Bixby también fue director; en Buscando novia a papá dirigió ocho episodios en la temporada de 1970. Y para él Hulk fue un buen trampolín: dirigió un episodio durante la cuarta temporada, así como dos de tres películas para televisión y varios episodios de series de culto y otras películas para televisión.

### El increíble Hulk(1977-1982)
Sin duda su personaje del doctor David Banner en El increíble Hulk fue el rol que lo catapultó a la fama y el más sonado de toda su carrera. En un principio, rechazó el guion del episodio piloto de la serie, considerando que una serie de superhéroes estaba por debajo de él. Sin embargo, el productor Kenneth Johnson lo convenció rápidamente y Bill accedió a interpretar al personaje que a la postre lo convertiría en leyenda. 
El éxito de The Incredible Hulk convirtió a sus dos intérpretes (Bill Bixby como David Banner, y Lou Ferrigno como Hulk) en estrellas de la TV, la serie ganó mucha popularidad y éxito en el mundo entero. Su primera temporada (primavera de 1978) tuvo tanto éxito que la CBS renovó y estiró la serie por unas cuantas temporadas más. A medida de que avanzaba la serie, el público sentía esa soledad y dolor que transmitía el doctor Banner en cada episodio cuando en cada final tenía que marcharse de un lugar a otro en busca de una cura para sus metamorfosis. El tema de Joe harnell The lonely man y su rol de ir haciendo autostop por la carretera hizo de Bill un icono popular. La segunda y tercera temporada emitidas entre 1979 y 1980 tuvieron aún un mejor rango de audiencia que la primera. 
Para el final de la tercera temporada, la serie tenía tanto éxito que los medidores de audiencia sobrepasaban sus límites. Sin embargo, los problemas de producción no tardaron en llegar. Para mitad de la cuarta temporada, la serie empezó a perder nivel, y la CBS en 1981 decidió no continuar con la serie, ya que su nivel de audiencia había bajado. Y el propio presidente ejecutivo del canal no deseaba continuar con series basadas en superhéroes. Sin embargo, el equipo de producción —incluido el mismísimo Bixby— intentaron convencerle de que siguiera comprando más episodios. Para finales de 1981 ya se habían filmado algunos episodios de la quinta temporada, por lo cual la cadena se vio obligada a emitir esos últimos episodios de la quinta temporada en la primera mitad de 1982. Esta última temporada tuvo unos niveles de audiencia desastrosos, lo que significó la cancelación de la serie en la primavera de ese año con un total de ochenta y dos episodios y cinco temporadas. 
Bixby quedó decepcionado por no poder filmar un final de la serie —pensado como un episodio de dos horas—, donde David Banner se iba a deshacer de Hulk, encontrando una cura, algo que el equipo de producción tenía pensado hacer antes de que CBS les informara de la cancelación.

### Años 80: otros trabajos y de vuelta a Hulk para películas de televisión
Durante los años 80 y tras la cancelación de la serie de Hulk, Bixby desempeñó más papeles en el mundo de la actuación en telefilmes y series de televisión como Murder is easy (1982) basada en las novelas de Agatha Christie, Goodnight Beantwon (1983-1984), International Airport (1985), junto con George Kennedy, True Confessions (1985), Sin Of Innocence (1986), junto con Dermot Mulroney, además de realizar cameos en episodios de series como J. J. Starbuck y Sledge Hammer!, ambas en 1987.

#### Intento de reflotar a Hulk
Entre 1988 y 1990, Bixby retomó su personaje del doctor David Banner para tres películas de televisión de Hulk que sirvieron como secuelas de la serie. Y en las que fue director además de protagonista, negociando así con la NBC para que le comprara los derechos de la serie que eran propiedad de la CBS (este último canal, al desvincularse de la franquicia en el momento de que se canceló, no quiso volver a cooperar). La NBC fue la responsable de distribuir ese posible reinicio de Hulk con la intención de realizar una posible sexta temporada, pero esas películas —que en un principio iban a ser pilotos para el reinicio de la serie— finalmente quedaron en tres películas que cntinuaron la serie original: The Return of The Incredible Hulk (1988), The Trial Of the Incredible Hulk (1989) y The death of the incredible hulk (1990), con Bixby como director y productor de las tres, donde en la última —como indica el título— tanto Hulk como su alter ego David Banner se matan al caer al vacío desde un avión a gran altura y cierra con Banner agonizando y diciendo «Ya soy libre».
La NBC discontinuó los tratos con Bixby, ya que sus índices de audiencia de esta tercera película fueron bajos, al igual que en su día lo fue la quinta temporada de la serie en la CBS. Fue así como la NBC dejó sin opción a Bixby de una posible sexta temporada; aun así para finales de 1990 Bixby ya estaba escribiendo un guion para la preparación de una cuarta película la cual se iba llamar The Revenge of The Incredible Hulk. En esta ocasión, Hulk iba a ser resucitado e iba a tener la misma inteligencia que Banner, con la diferencia de que Hulk iba a poder hablar, este nuevo filme ya había sido escrito para ser el piloto que abriría puertas al reinicio de la serie.

#### El fin de su gran éxito
Tras el abandono de la NBC, Bill hizo negocios con la ABC para que le produjera esa cuarta película. Se la puso en preproducción y con Bixby de vuelta como director al igual que las otras tres. Ya había quedado listo el escenario y el rodaje fijado para comenzar a filmar la película en algún momento de 1991.
Sin embargo, y a punto de comenzar, Bixby fue diagnosticado de cáncer de próstata. El proyecto quedó paralizado indefinidamente hasta que Bixby volviera a estar en condiciones físicas de salud. Sin embargo, con el paso del tiempo su cáncer avanzó y empeoró. Con Bixby muy enfermo para poder filmar, la cuarta película de Hulk y el reinicio de la serie quedaron en punto muerto y se canceló todo, dejando a Hulk enterrado y al guion de la cuarta película archivado.

#### Últimos años
Bixby abandonó el mundo de la actuación en 1992. Su último trabajo en funciones interpretativas fue en el piloto televisivo de la serie Diagnosis: Murder en 1992, una serie que luego se prolongaría hasta 2002. Finalmente, murió en 1993, perdiendo la batalla contra el cáncer.

## Filmografía

### Como actor
- 1961: The Joey Bishop Show (serie TV)
- 1962: Lonely Are the Brave
- 1963: Irma la dulce, de Billy Wilder
- 1963: Under the Yum Yum Tree
- 1963-1966: Mi marciano favorito, serie TV (3 temporadas, 107 episodios de 25 min)
- 1966: Ride Beyond Vengeance
- 1967: Doctor, You've Got to Be Kidding!
- 1967: Clambake
- 1968: Speedway
- 1969-1972: Buscando novia a papá, serie TV, 3 temporadas, 73 episodios de 30 min
- 1971: Big Fish, Little Fish
- 1971: Congratulations, It's a Boy!
- 1972: The Couple Takes a Wife
- 1973: Steambath
- 1973: The Magician (serie TV, 22 episodios)
- 1973: Shirts/Skins
- 1974: Family Theatre: Married Is Better
- 1974: Rex Harrison Presents Stories of Love
- 1975: Barbary Coast
- 1975: The Apple Dumpling Gang
- 1976: Rich Man, Poor Man (miniserie TV)
- 1976: The Invasion of Johnson County
- 1976: The Great Houdini
- 1977: La isla de la fantasía (serie TV, episodio piloto).
- 1977: Black Market Baby
- 1977: The Incredible Hulk (serie TV, episodio piloto)
- 1977: The Incredible Hulk: Death in the Family
- 1977: Hamburger film sandwich
- 1978-1982: The Incredible Hulk (serie de televisión de 1977)
- 1978: The Incredible Hulk: Married
- 1979: The Hanna-Barbera Hall of Fame: Yabba Dabba Doo II
- 1982: Murder Is Easy
- 1982: The Book of Lists (serie TV)
- 1982: I've Had It Up to Here
- 1983: Goodnight, Beantown (serie TV)
- 1985: True Confessions (serie TV)
- 1985: International Airport
- 1986: Sin of Innocence
- 1987: J. J. Starbuck (serie TV, 1 episodio)
- 1987: Sledge Hammer! (serie TV, 1 episodio)
- 1988: The Incredible Hulk Returns
- 1989: The Trial of the Incredible Hulk
- 1990: The Death of the Incredible Hulk
- 1992: Diagnosis: Murder (Proyecto final como actor)

### Como director
- 1967: Mannix (serie de TV)
- 1970: Buscando novia a papá (dirigió ocho episodios)
- 1973: The Magician (serie de TV)
- 1975: Barbary Coast
- 1975: Kate McShane (serie de TV)
- 1976: Rich Man, Poor Man (miniserie de TV)
- 1976: Charlie's Angels (serie de TV)
- 1978: Three on a Date
- 1978: The Many Loves of Arthur
- 1982: Herbie, the Love Bug (serie de TV)
- 1983: Wizards and Warriors (serie de TV)
- 1983: The Best of Times (serie de TV)
- 1984: W*A*L*T*E*R
- 1986: Better Days (serie de TV)
- 1986-1988 Sledge Hammer! (serie de TV)
- 1988: The Incredible Hulk Returns
- 1989: The Trial of the Incredible Hulk
- 1990: The Death of the Incredible Hulk
- 1991: Sons and Daughters (serie de TV)
- 1991: Blossom (serie de TV)
- 1991: Another Pair of Aces: Three of a Kind
- 1991: Baby of the Bride
- 1993: The Woman Who Loved Elvis (Proyecto final como director)

### Como productor
- 1983: Goodnight, Beantown (serie de TV)
- 1988: The Incredible Hulk Returns
- 1989: The Trial of the Incredible Hulk
- 1990: The Death of the Incredible Hulk

## Vida privada
En 1971 se casó con Brenda Benet y con ella tuvo en 1974 a su único hijo: Sean Christopher Bixby, al que no dejaba ver El increíble Hulk para evitar que el niño tuviera miedo a ver como su padre se transformaba en un ser verde y monstruoso —a pesar de que el personaje de Hulk lo interpretó Lou Ferrigno—. En 1980 se divorció de Brenda y, en 1981, con tan sólo 6 años, Sean murió mientras se encontraba de vacaciones esquiando con su madre, de un paro cardíaco producto de una epiglotitis aguda. Y, un año más tarde, su exmujer se suicidó. En 1991 volvió a casarse con Laura Jane Michaels, la cual quiso divorciarse al enterarse del cáncer que padecía su marido. Un mes antes de su muerte, en 1993, se casó con su enfermera: Judith Kliban. 
Bixby, que fue enterrado en su mansión de Kliban (Hawái), fue homenajeado por el entonces presidente estadounidense, Bill Clinton, por su valor frente al cáncer —al igual que su amigo Michael Landon—.